# Matheus Leite Nascimento
Matheus Leite Nascimento (Ribeirópolis, 15 januari 1983), of kortweg Matheus, is een Braziliaans voetballer. Hij is een aanvaller en staat sinds 2011 onder contract bij Dnipro Dnipropetrovsk.

## Carrière
Matheus startte zijn carrière bij het bescheiden AO Itabaiana, dat hij op 22-jarige leeftijd inruilde voor FC Marco, een club uit de tweede divisie in Portugal. De aanvaller speelde er zich meteen in de kijker van Braga, dat hem in januari 2006 naar de hoogste afdeling haalde. De Braziliaan kwam in zijn eerste seizoen vier keer in actie voor Braga. In het kalenderjaar 2007 werd hij uitgeleend aan achtereenvolgens Beira-Mar en Vitória. Nadien keerde hij terug naar Braga, waar hij ditmaal meer speelkansen kreeg. In 2008 veroverde hij met de club de UEFA Intertoto Cup. In het seizoen 2010/11 nam de aanvaller met Braga deel aan de UEFA Champions League. In de groepsfase scoorde Matheus onder meer twee keer tegen Arsenal. Braga werd uiteindelijk derde in zijn groep en belandde daardoor in de UEFA Europa League. Na de winterstop tekende Matheus bij het Oekraïense Dnipro Dnipropetrovsk, terwijl Braga de finale van de Europa League wist te bereiken.
Bij Dnipro Dnipropetrovsk groeide Matheus onder coach Juande Ramos uit tot een vaste waarde. In 2014 werd de club vicekampioen. Een seizoen later bereikte ook Dnipro de finale van de Europa League, waarin de ploeg met 3-2 verloor van Sevilla FC en Matheus in de slotfase geblesseerd van het veld moest.